# Karl Abt (Maler)
Karl Abt (* 18. Dezember 1899 in Pforzheim; † 28. November 1985 ebenda) war ein deutscher Maler.

## Leben
Im Alter von zwölf Jahren begann der Sohn eines Schmucktechnikers damit, Ölbilder zu malen. Um sein Talent zu fördern, ermöglichten ihm seine Eltern den Besuch der Pforzheimer Kunstgewerbeschule. Vor allem Abts Mutter setzte sich für seine künstlerische Förderung ein. 1917 wurde Karl Abt zum Kriegsdienst einberufen und musste deswegen seine künstlerische Ausbildung beenden.
Nach Ende des Ersten Weltkrieges begann Abt auf Wunsch seines Vaters eine Lehre als Juwelengoldschmied. Seine künstlerische Ausbildung setzte er erst Jahre später 1928 an der Landeskunstschule in Karlsruhe fort. Ab 1935 wirkte Karl Abt als freischaffender Künstler in Pforzheim. Bekannt wurde er vor allem durch seine Landschaftsmalerei und durch Gemälde von Blumen.
In der Zeit des Nationalsozialismus war Abt obligatorisch Mitglied der Reichskammer der bildenden Künste. Für diese Zeit ist jedoch lediglich 1941 seine Teilnahme im Frühjahr und im Herbst an der „Oberrheinischen Kunstausstellung“ in Baden-Baden sicher belegt. 
Er wurde auf dem Pforzheimer Hauptfriedhof bestattet.